# Luigi Torelli (sous-marin)
Le Luigi Torelli (indicatif visuel " TI ") est un sous-marin de la classe Marconi en service dans la Regia Marina pendant la Seconde Guerre mondiale.
Le navire a navigué dans l'Atlantique de septembre 1940 jusqu'à la mi-1943, puis a été envoyé en Extrême-Orient. Après l'armistice de l'Italie en 1943, le Torelli a été repris par la Kriegsmarine de l'Allemagne nazie, puis, dans les mois qui ont suivi la fin de la guerre, par la marine impériale japonaise. C'était l'un des deux seuls navires à servir dans les trois grandes marines de l'Axe, l'autre étant le sous-marin italien Comandante Cappellini.

## Caractéristiques
Les sous-marins de la classe Marconi déplaçaient 1 195 tonnes en surface et 1 490 tonnes en plongée. Ces sous-marins mesuraient 76,5 mètres de long, 6,81 mètres de large et 4,72 mètres de tirant d'eau. Ils avaient une profondeur de plongée maximale de 90 mètres (275 pieds). Leur équipage comptait 57 officiers et marins.
Pour la navigation en surface, Ces sous-marins étaient propulsés par deux moteurs diesel CRDA de 1 800 chevaux vapeur (1 325 kW), chacun entraînant un arbre d'hélice. En plongée, chaque hélice était entraînée par un moteur électrique Marelli de 750 chevaux vapeur (550 kW). Ils pouvaient atteindre 17,8 nœuds (33 km/h) en surface et 8,2 nœuds (15,2 km/h) sous l'eau. En surface, la classe Marconi avait un rayon d'action de 10 500 nautiques (19 500 km) à 8 noeuds (14,8 km/h), en immersion, elle avait un rayon d'action de 110 nautiques (203 km) à 3 noeuds (5,6 km/h) .
Les sous-marins étaient armés de 8 tubes lance-torpilles de 533 millimètres (4 à l'avant et 4 à l'arrière) pour lesquels ils embarquaient 16 torpilles (1 au tube et une autre de réserve). Ils étaient également armés de 1 canon devant le kiosque de 100 mm calibre 47 Modèle 1938 pour le combat en surface. Leur armement anti-aérien consistait en 2 mitrailleuses doubles Breda Model 1931 de 13,2 mm.

## Historique

### Construction
Le Luigi Torelli est construit par le chantier naval Odero-Terni-Orlando (OTO) de La Spezia en Italie, et mis sur cale le 15 février 1939. Il est lancé le 6 janvier 1940 et est achevé et mis en service le 15 mai 1940.
Il est commissionné le même jour dans la Regia Marina.

### 1ère mission
Le 22 juillet 1940, dès son entrée en service, le Luigi Torelli est affecté au IIe groupe de sous-marins à Naples, mais en réalité il ne quitte La Spezia que le 31 août, date à laquelle, sous le commandement du capitaine de frégate Aldo Cocchia, il part pour l'Atlantique. Le 8 septembre, il franchit le détroit de Gibraltar puis se met en embuscade près des Açores, menant quelques attaques infructueuses. Il se dirige ensuite vers Bordeaux, où se trouve la base italienne de Betasom, où il arrive le 5 octobre,.

### 2ème mission
Il embarque ensuite le capitaine de frégate Primo Longobardo comme nouveau commandant et, du 12 au 21 novembre, il effectue une seconde mission infructueuse dans les eaux irlandaises, devant retourner à sa base pour cause de panne de moteur.

### 3ème mission
Le 9 janvier 1941, le Luigi Torelli part pour une nouvelle patrouille au large de l'Écosse. Il remporte un succès remarquable le 15 janvier en coulant le cargo à vapeur grec Nemea (5 101 tonneaux de jauge brute) à la position géographique de 52° 33′ N, 24° 13′ O
, et le norvégien Brask (4 079 tonneaux), à la position géographique de 52° 45′ N, 23° 59′ O. Le Nemea n'a pas coulé immédiatement et l'équipage est remonté à bord avec les survivants du Brask, sauf qu'il a dû abandonner le navire qui a coulé avec 17 hommes de son équipage,. Le lendemain, le vapeur Nikolaos Filinis (3 111 tonneaux), également grec, a été coulé en position à la position géographique approximative de 53° N, 24° O, avec la mort de trois membres de l'équipage, et le 28 janvier, le Torelli a rencontré le vapeur anglais Urla (5 198 tonneaux), une unité isolée du convoi HX 102. Le navire a coulé à la position géographique de 54° 54′ N, 19° 00′ O et tout l'équipage a ensuite été secouru,. Attaqué par trois destroyers, le Torelli rentre à sa base le 4 février 1941.
Par la suite, la tourelle volumineuse, qui rendait le sous-marin plus facile à repérer que les modèles de U-Boote allemand, a été réduite (une mesure adoptée pour de nombreux sous-marins italiens).
Entre avril et mai, il opère dans l'Atlantique Nord, revenant à sa base sans succès.
Le commandement a ensuite été transmis au lieutenant de vaisseau Antonio De Giacomo (plus tard promu au grade de capitaine de corvette). En juillet, il est envoyé à l'ouest de Gibraltar et le 21 du mois, il rencontre et coule, à la position géographique de 34° 10′ N, 14° 45′ O (pour d'autres sources 34° 34′ N, 13° 14′ O) le pétrolier norvégien Ida Knudsen (8 913 tonneaux), en route vers Gibraltar-Trinité avec 13 000 tonnes de fioul, pour lesquelles il a fallu lancer au total quatre torpilles (deux n'ont pas touché). Tout l'équipage a été sauvé sur des canots de sauvetage, à l'exception de cinq hommes,,,.
Lors d'une mission ultérieure, le 21 septembre 1941, alors qu'il tentait d'attaquer le convoi HG 73, il a été gravement endommagé par la chasse anti-sous-marine menée par le destroyer HMS Vimy et un destroyer sous-marin, devant retourner à Bordeaux, (on rapporte égalerment que dans l'action du Vimy, un des navires-jumeaux (sister ship) du Torelli, l'Alessandro Malaspina, a été coulé).
En décembre, le Torelli participe, avec les sous-marins italiens Pietro Calvi, Giuseppe Finzi ed Enrico Tazzoli et les sous-marins allemands U-126 et U-38, au sauvetage des survivants du croiseur auxiliaire allemand Atlantis et du navire ravitailleur Phyton.
Le 1er février 1942, il s'embarque pour une nouvelle zone d'opération, entre la Floride et les Bahamas. Dix-neuf jours plus tard, il torpille et coule, à la position géographique de 13° 24′ N, 49° 36′ O (à l'est de la Barbade) le navire à vapeur Scottish Star (7 224 tonneaux), unité isolée du convoi ONS 64, naviguant de Londres à Buenos Aires avec une cargaison d'environ 2 000 tonnes de matériaux divers (dont du whisky). Parmi l'équipage, il y a 5 victimes et 68 survivants. Le 25 février, il torpille le grand pétrolier Esso Copenhagen (9 245 tonneaux), qui coule par l'avant le lendemain, à la position géographique de 10° 32′ N, 53° 20′ O (tout l'équipage, sauf un homme, réussit à se sauver). Le 11 mars, le sous-marin a tenté de frapper avec une torpille un autre pétrolier britannique, le Dran, mais la torpille manque la cible. À son retour de mission, le commandant De Giacomo s'est vu décerner par l'amiral Karl Dönitz (commandant de la flotte sous-marine allemande) la Croix de Fer de première classe.
Il s'ensuit une période pendant laquelle le Torelli reste dans le chantier naval pour son entretien, après quoi, le 2 juin 1942, avec le lieutenantde vaisseau Augusto Migliorini comme nouveau commandant, il part pour atteindre la zone d'embuscade, entre les Bahamas et Porto Rico. Dans la nuit du 3 au 4 juin, cependant, il est repéré par un Vickers Wellington du 172e groupe (Squadron 172), sous le commandement du chef d'escadron Greswell, alors qu'il naviguet en surface à environ soixante-dix milles nautiques au nord de la côte espagnole. A cette occasion, cet avion utilise pour la première fois l'appareil "Leigh Light", consistant en un puissant projecteur monté sous son fuselage: cet appareil a permis aux éclaireurs alliés d'éliminer le problème qui se posait la nuit à la dernière minute du survol d'un sous-marin, c'est-à-dire sa disparition de l'écran radar. Après avoir survolé le sous-marin pour la première fois, l'appareil est revenu à la verticale, a allumé le projecteur et largué quatre bombes qui ont explosé sur les flancs du Torelli, lui causant de graves dommages. Après les premières réparations pour le remettre en marche, le sous-marin s'est dirigé vers la côte espagnole mais s'est échoué sur quelques rochers. Il peut se dégager et atteint le port espagnol d'Aviles, où il s'échoue sur un fond marin peu profond. Le lendemain, il part car les autorités locales ont informé le commandant qu'il serait sinon interné, mais le 7 juin, il est mitraillé et bombardé de huit grenades sous-marines par un hydravion Short Sunderland du 10e groupe australien. Il fait état de divers dégâts et de quelques blessés mais il continue, endommageant également l'avion attaquant.
Peu de temps après, il est mitraillé et bombardé par un autre Sunderland et subit de très graves dommages: canon et mitrailleuses inutilisables, voies d'eau à l'arrière, coulant et gisant sur bâbord; une dizaine d'hommes sont jetés à l'eau par les explosions. Le sergent Fiovo Pallucchini est tué. Le Torelli a péniblement repris sa navigation et atteint Santander, où il est réparé (jusqu'au 4 juillet) mais il est interné. Le 14 juillet, cependant, dès sa sortie de la cale sèche, il part à toute vitesse, se libérant des câbles qui le relient à deux remorqueurs et, après avoir dépassé la canonnière San Martin, qui est chargée de sa surveillance, il atteint le large d'où il poursuit sa route vers Bordeaux, où il arrive le lendemain.
Le 16 mars 1943, il est à nouveau endommagé par une attaque aérienne, avec plusieurs blessés (dont le commandant et quelques officiers) et une victime (le sous-chef Francesco Lubrano) parmi l'équipage.
Il est alors décidé de convertir le sous-marin pour des missions de transport vers l'Extrême-Orient. Les travaux sont effectués en mars-avril et consistent à éliminer le canon, les tubes lance-torpilles et une partie des éléments de batterie, ainsi qu'à procéder à diverses modifications internes; le Torelli a également reçu le nom d'Aquila VI.
Le sous-marin part le 14 mars 1943, avec à son bord du mercure, de l'acier, 800 canons aéronautiques Mauser MG 151/20, une bombe SG 500, des torpilles, deux jeux de radars Würzburg (130 tonnes de matériel en tout) et sept passagers (le colonel japonais Satake Kinjo, l'ingénieur allemand Heinrich Foders - chargé d'expliquer aux Japonais le fonctionnement du radar -, deux mécaniciens civils et trois techniciens allemands); le commandant est le lieutenant de vaisseau Enrico Gropalli. Il échappe à une attaque de navires et d'avions près de Sainte-Hélène, et le 12 août 1943, il doit se ravitailler en carburant à partir de l'U-178 dans l'océan Indien, pour finalement atteindre Sabang (Sumatra) deux semaines plus tard. Le 29, le Torelli se déplace à Penang (Malaisie) et deux jours plus tard à Singapour.
Jusqu'à l'armistice italienne, le Torelli avait effectué un total de 14 missions (deux en Méditerranée et 12 dans l'Atlantique), couvrant un total de 61 563 milles nautiques (114 000 km) en surface et 3 176 milles nautiques (5 800 km) sous l'eau.

### L'armistice du 8 septembre et le service dans la Kriegsmarine
Le 8 septembre 1943, à l'annonce de l'armistice italienne, le sous-marin est capturé par les Japonais; deux jours plus tard, il est cédé à la Kriegsmarine où il est incorporé sous le nom de UIT-25, avec un équipage mixte germano-italien et le commandement est transféré à l'Oberleutnant zur See Werner Striegler, qui prend le commandement le 6 octobre 1943, tandis que l'équipage italien est envoyé dans un camp de concentration, même si de nombreux marins préfèrent continuer à se battre aux côtés des anciens Alliés. Werner Striegler quitte le commandement le 13 février 1944 pour prendre celui de l'UIT-23, ancien Reginaldo Giuliani italien, mais revenu aux commandes du UIT-25 le lendemain seulement, l'UIT-23 ayant été coulé par le sous-marin HMS Tally-Ho). Le Torelli, rebaptisé UIT-25, continue à opérer sous le drapeau allemand jusqu'au 10 mai 1945, deux jours après la capitulation allemande. Pendant cette période, le bateau a été affecté à la 12. Unterseebootsflottille, puis 33. Unterseebootsflottille.
Le sous-marin est utilisé pour transporter des fournitures entre Penang, Surabaya, Java et Kōbe. En septembre 1944, l'Oberleutnant zur See Herbert Schrein remplaça Werner Striegler, et en février 1945, il est remplacé parAlfred Meier jusqu'en novembre 1944, date à laquelle il est transféré à Batavia ; en février 1945, il fut transféré à Kobe, où le 17 mars, lors d'un raid de bombardement américain, il eut une victime parmi l'équipage.

### Service dans la marine impériale japonaise
Le 10 mai 1945, avec la reddition de l'Allemagne, le Torelli est capturé par les Japonais et est incorporé dans la marine impériale japonaise sous le nom de I-504, et le 14 juillet, le lieutenant Hirota Hideo en devint le commandant et le Torelli continue à combattre avec un équipage mixte italo-japonais.
Le 30 août, il abat un bombardier américain North American B-25 Mitchell avec ses canons antiaériens. Le même jour, il se rend aux Alliés dans le port de Kōbe
Désarmé le 30 novembre, il est coulé le 16 avril 1946 par les Américains dans le canal Kii (entre Honshū et Shikoku).
Le Torelli et un autre sous-marin italien, le Comandante Cappellini, sont les seules unités navales à avoir servir sous les trois marines de l'Axe.

## Commandement[1]
| Commandant                                 | Date de début     | Date de fin       |
| ------------------------------------------ | ----------------- | ----------------- |
| Capitano di corvetta Carlo Alberto Teppati | 4 juin 1940       | 27 juillet 1940   |
| Capitano di fregata Alberto Ginocchio      | 29 juillet 1940   | 22 août 1940      |
| Capitano di fregata Aldo Cocchia           | 23 août 1940      | 6 octobre 1940    |
| Capitano di fregata Primo Longobardo       | 7 octobre 1940    | 27 mars 1941      |
| Tenente di vascello Antonio De Giacomo     | 27 mars 1941      | 19 mai 1942       |
| Tenente di vascello Augusto Migliorini     | 19 mai 1942       | 21 septembre 1942 |
| Tenente di vascello Walter Auconi          | 22 septembre 1942 | 25 janvier 1943   |
| Capitano di corvetta Antonio De Giacomo    | 26 janvier 1943   | 3 avril 1943      |
| Sottotenente di vascello Sergio De Checchi | 16 mars 1943      | 16 mars 1943      |
| Tenente di vascello Enrico Groppallo       | juin 1943         | 9 septembre 1943  |

## Navires coulés
| Patrouille | Date            | Navire          | Nationalité | Tonnage | Notes                                              |
| ---------- | --------------- | --------------- | ----------- | ------- | -------------------------------------------------- |
| 3e         | 15 janvier 1941 | Nemea           | Grèce       | 5 198   | Cargo; 14 survivants d'un équipage de 31 personnes |
| 3e         | 15 janvier 1941 | Brask           | Norvège     | 4 079   | Cargo; 20 survivants d'un équipage de 32           |
| 3e         | 16 janvier 1941 | Nicolas Filinis | Grèce       | 3 111   | Cargo; 26 survivants sur un équipage de 29         |
| 3e         | 28 janvier 1941 | Urla            | Royaume-Uni | 5 198   | Cargo; pas de victimes                             |
| 5e         | 21 juillet 1941 | 'Ida Knudsen    | Norvège     | 8 913   | Navire-citerne; 5 morts                            |
| 8e         | 19 février 1942 | Scottish Star   | Royaume-Uni | 7 224   | Cargo; 4 tués parmi un équipage de 73              |
| 8e         | 25 février 1942 | Esso Copenhagen | Panama      | 9 245   | Navire-citerne; 1 mort parmi un équipage de 39     |
| Total:     | Total:          | Total:          | Total:      | 42 968  |                                                    |